# Mai Okumura
Mai Okumura (奥村麻依?, Okumura Mai; Nagato, 31 ottobre 1990) è una pallavolista giapponese.
Gioca nel ruolo di centrale nelle Osaka Marvelous.

## Carriera
La carriera di Mai Okumura inizia a livello scolastico, con la formazione del Liceo Makoto, per proseguire a livello universitario, vestendo la maglia della Kaetsu University; nel 2010 viene convocata per la prima volta nella nazionale giapponese, prendendo parte alla Coppa asiatica.
Nella stagione 2012-13 diventa professionistica, vestendo la maglia delle JT Marvelous nella V.Premier League, rivestendo tuttavia il ruolo di riserva. Nella stagione successiva gioca da titolare e, nonostante la retrocessione del suo club, viene premiata come miglior spirito combattivo e miglior muro del torneo; con la nazionale, nel 2017, vince la medaglia d'oro al campionato asiatico e oceaniano.

## Palmarès

### Nazionale (competizioni minori)
- Montreux Volley Masters 2019

### Premi individuali
- 2014 - V.Premier League giapponese: Miglior esordiente
- 2014 - V.Premier League giapponese: Miglior muro